# Teodoro de Siceão
Teodoro de Siceão foi um reverenciado asceta bizantino que viveu entre a primeira metade do século VI e o décimo terceiro ano do reinado do imperador Heráclio (ou seja, 613) no começo dos anos 600. Sua hagiografia, escrita após 641, é a principal fonte primária para o reinado do imperador Heráclio (r. 610–641). Durante o reinado de Maurício (r. 582–602), predisse a morte do imperador e "grandes tribulações, terríveis flagelos [que] ameaçam o mundo". Logo provou-se correto com a eclosão da guerra de 26 anos contra o Império Sassânida provocada pela morte de Maurício. Foi amigo íntimo da família de Focas (r. 602–610). Apesar disso, falou que:
| “ | O tremor da cruz prevê uma multidão de desgraças e perigos para nós. Sim, ela prevê flutuações em nossa fé, e apostasias, invasões e muitos povos bárbaros, inundações de sangue espalhadas, ruína e cativeiro para todos, a desolação das santas igrejas, a suspensão do serviço divino, a guerra e perturbação do império, embaraços sem número e tempos sérios para o Estado. Em suma, anuncia que a chegada do Inimigo [demônio] é breve. | ” |

Além disso, só iria rezar por Focas se o último parasse de massacrar pessoas. Ainda, após a rebelião bem sucedida do imperador Heráclio, interveio para salvar a vida de Domencíolo, o sobrinho de Focas. Em troca, Teodoro foi convocado a "rezar por [Heráclio] e seu reino." Tinha boas relações com o patriarca Sérgio I de Constantinopla. O historiador Walter Kaegi diz que Heráclio "pode sempre ter sentido alguma restrição em suas relações com" Teodoro. Durante a Quaresma de 613, Heráclio pediu para Teodoro abençoar a luta contra os persas. Teodoro abençoou-o e convidou-o para jantar, mas Heráclio recusou por causa das preocupações do momento. Contudo, o santo alegou que não aceitar os presentes do santo é um "sinal de nossa derrota"; na verdade, Heráclio perdeu a batalha de Antioquia. Teodoro morreu em 22 de abril de 613. Seus restos foram rapidamente trazidos para Constantinopla para protegê-los da guerra persa e para adicionar sua proteção divina à cidade. Uma elaborada cerimônia de recepção dos restos associou São Teodoro com o regime de Heráclio.